# Brunellia almaguerensis
Brunellia almaguerensis là một loài thực vật thuộc họ Brunelliaceae. Đây là loài đặc hữu của Colombia.